# VT100

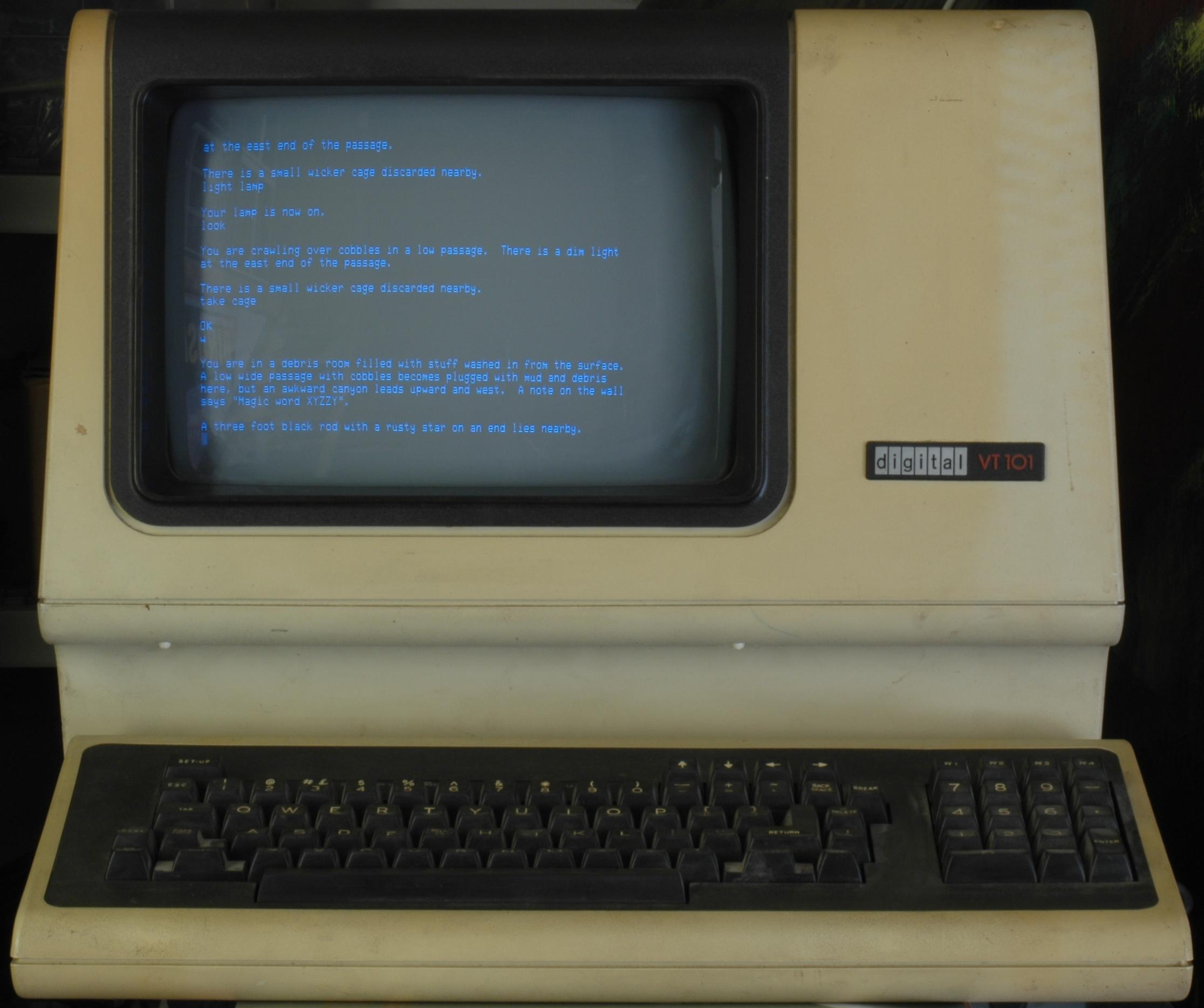
VT100

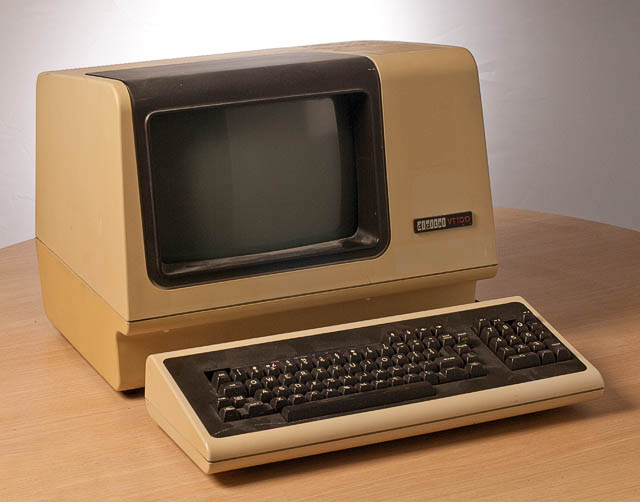
Un terminale VT100 della DEC

Il VT100 è un video terminale costruito dalla Digital Equipment Corporation (DEC) che divenne uno standard de facto per gli emulatori di terminale.

## Storia e caratteristiche
Fu introdotto sul mercato nell'agosto del 1978 successivamente al VT52, comunicava con l'host mediante linee seriali utilizzando i caratteri ASCII e le sequenze di controllo (sequenze di escape) standardizzate dall'ANSI. Il VT100 fu il primo terminale della Digital ad ampia diffusione ad incorporare "effetti grafici" (lampeggio, grassetto, colore invertito e sottolineatura) e la scelta fra 80 e 132 colonne. Tutte le impostazioni del VT100 erano disponibili mediante schede interattive visualizzate sullo schermo; le impostazioni erano memorizzate in una memoria non volatile all'interno del terminale. Il VT100 era dotato anche di un insieme addizionale di caratteri che permettevano di tracciare sullo schermo delle schede.
Le sequenze di controllo utilizzate dalla famiglia VT100 erano basate sullo standard ANSI X3.64 conosciuto successivamente come ECMA-48 e ISO/IEC 6429. Questi standard sono spesso denominate come sequenze di escape ANSI. Il VT100 non fu il primo terminale basato sullo standard X3.64—La Heath Company produceva un video terminale basato su microprocessore che implementava un sottoinsieme dello standard proposto dall'ANSI come X3.64 . Il VT100 prevedeva inoltre una compatibilità all'indietro per gli utilizzatori del VT52 con il supporto alle sequenze di controllo VT52.
Il VT100 fu il primo terminale della Digital basato su un microprocessore standard (in questo caso l'Intel 8080). Era possibile aggiungere al terminale il supporto per una stampante esterna, ulteriori effetti grafici e memoria (L'"AVO" 'Advanced' Video Option — senza questa opzione, il VT100 non poteva visualizzare 24 linee di testo nella modalità a 132 colonne). Il VT101 e VT102 erano terminali più economici che non prevedevano possibilità di espansione, il VT102 includeva l'AVO e il supporto ad una porta seriale per una stampante. Il VT100 divenne una piattaforma sulla quale la Digital basò una serie di prodotti. Il VT105 conteneva un semplice sottosistema grafico quasi compatibile con il precedente VT55. Il VT125 aggiunse un'implementazione per il Remote Graphic Instruction Set (ReGIS). Il VT103 conteneva il processore LSI-11 mentre il VT278 conteneva un processore PDP-8 che permetteva di eseguire il word processor WPS-8. Il VT180 (nome in codice "Robin") conteneva un microcomputer su scheda singola basato sullo Zilog Z80 che permetteva di eseguire il CP/M.
Nel 1983 il VT100 fu rimpiazzato dalla più potente serie VT200 come il VT220.
Nell'agosto del 1995 la divisione terminali della Digital fu venduta alla Boundless Technologies.